# Cixius meifengensis
Cixius meifengensis är en insektsart som beskrevs av Tsaur 1991. Cixius meifengensis ingår i släktet Cixius och familjen kilstritar. Inga underarter finns listade i Catalogue of Life.